# Tczyca
Tczyca – wieś w Polsce położona w województwie małopolskim, w powiecie miechowskim, w gminie Charsznica, nad Jeżówką.
W 1229 roku wieś płaciła dziesięcinę klasztorowi w Dłubni.
Do 1954 roku siedziba gminy Tczyca. W latach 1975–1998 miejscowość administracyjnie należała do województwa kieleckiego. Integralne części miejscowości: Bógdołek, Ciołkowiec, Marianów, Sołtyśnica, Tczyca Duchowna, Tczyca Pańska, Tczyca Włościańska, Wodynówki i zniesiona Zdarcica.
W miejscowości znajduje się kościół i parafia rzymskokatolicka pod wezwaniem św. Idziego, należąca do dekanatu żarnowieckiego diecezji kieleckiej. Polichromię kościoła wykonało dwóch członków grupy artystycznej Szczep Rogate Serce Stanisława Szukalskiego, Zygmunt Kowalski i Antoni Bryndza.